# Dragon Half
Dragon Half (яп. ドラゴンハーフ) — японська гумористична фентезі манґа, створена та проілюстрована Міта Рюсуке. Манґа публікувалась в журналі Dragon Magazine видавництва Fujimi Shobo з 30 січня 1988 року по 30 квітня 1994 року, після чого глави були зібрані у 7 томів танкобон. У 1993 році за мотивами манґи було створено 2-серійне OVA-аніме, анімацією якого займалася студія Production I.G.
Головною героїнею манґи є Мінк — дівчина-підліток, наполовину людина, наполовину дракониця. Вона вирушає у подорож на пошуки чарівного зілля, яке зможе перетворити її на повноцінну людину, щоб завоювати серце легендарного вбивці драконів і поп-ідола Діка Сосера.
Манґа має виразний пародійний характер і іронізує над кліше та тропами, типовими для японських фентезійних рольових ігор і манґи кінця 80-х. У сюжеті також трапляються численні посилання на японські франшизи, що пов’язані зі словом дракон. 

## Сюжет
Головна героїня, Мінк, народилася від шлюбу колишнього майстра меча та імператорської червоної дракониці. У п’ятнадцятирічному віці вона закохується в відомого співака  — Діка Сосера. На жаль той також є знаменитим вбивцею драконів. Отож Мінк, щоб отримати шанс на взаємність, вирішує добути зілля, яке зробить її повноцінною людиною. Однак здобути це зілля не просто: для цього треба перемогти наймогутнішого володаря демонів — Азетодета, що мешкає у палаці на  Острові Демонічного Короля. Крім того, Мінк повинна відновити святий артефакт, що дає змогу запечатати демона. На її шляху також стоїть принцеса Віна, суперниця в боротьбі за прихильність Діка Сосера.
У своїй подорожі Мінк не самотня — їй допомагають вірні друзі: чарівниця Люфа, воїтелька Пія та фея-миша на ім’я Маппі. Протягом пригод вони стикаються з численними перешкодами та ворогами, а також відкриттям таємниць минулого Сосера. 
У фіналі історії Мінк вступає у вирішальне протистояння з Азетодетом і, використавши святий артефакт, успішно запечатує його. Хоча вона отримує бажане зілля, зрештою вирішує залишитися напівлюдиною-напівдраконом, приймаючи себе такою, якою є. Замість того, щоб скористатися зіллям, вона віддає його своїй подрузі Люфі, яку Азетодет перетворив на жабу.

## Персонажі
Мінк (яп. ミンク, Minku)
Сейю: Міцуїсі Котоно
Дівчина напівдракониця: дочка Рута, мисливця на драконів, та Мани, дракониці. Має червоне волосся й очі, драконячі роги, хвіст, здатна викликати крила для польоту, дихати вогнем і має надлюдську силу, а також високу стійкість до пошкоджень, отрут і магії. Водночас вона невиправна невдаха: постійно привертає до себе неприємності та створює проблеми оточенню. Мінк закохана в Діка Сосера, красивого мисливця на драконів і попзірку, і заради нього вирушає на пошуки легендарного зілля, яке може перетворити її на повноцінну людину. Як істота-дракон, Мінк періодично переживає екдизис — скидання шкіри, після чого її сила зростає. Після першого екдизису у неї з’явилося шість рогів замість двох. За пророцтвом, другий екдизис призведе до того, що її сила перевищить навіть Володаря демонів, однак вона перетвориться на десятиногу чотириоку чорну потвору. Цього вдається уникнути завдяки браслету, який Мінк отримала від прадіда. Пристрій слугує як обмежувач сили: він контролює енергію й відображає її рівень за допомогою числового лічильника. Якщо значення досягне 999, екдизис неминучий.
Люфа (яп. ルファ, Rufa)
Сейю: Кода Маріко
Ельфійка, найкраща подруга Мінк. Вона фізично слабка, тож у боях покладається переважно на магію, однак через брак магічної освіти часто у бою часто уражає всіх довкола, крім ворогів. У манзі має садистичний та безтактний характер, отримує задоволення від чужих невдач. Вона фліртує з привабливими персонажами обох статей. Проте в OVA-адаптації ці риси майже повністю відсутні. Її батько — ельф на ім’я Лінк.
Пія (яп. ピア, Pia)
Сейю: Кавада Таеко
Подруга Мінк та Люфи. Наївна людська дівчинка з темним волоссям, яку через низький зріст іноді плутають з дворфом. Через надмірну опіку батьків вона майже ніколи не знімає обладунки, навіть коли йде плавати. Імена її батьків – Маріо та Піч – пародія на персонажів з серії ігор Super Mario.
Maппі (яп. マツピー)
Сейю: Ямазакі Такумі
Фея-миша Пії, що охороняє її під час подорожей. Має здатність збільшуватись у розмірах за власним бажанням, а також відображає емоції своєї власниці. У аніме Маппі з’являється з самого початку серіалу, натомість у манзі — лише наприкінці першого тому. Ім’я персонажа є відсилкою до однойменної відеогри Mappy про мишу.
Дік Сосер (яп. ディック・ソーサー, Dikku Sōsā)
Сейю: Ямазакі Такумі
Відомий авантюрист, який замінив Рута на посаді вбивці драконів при дворі короля Шіви. Він також є популярним поп-ідолом, що має численних прихильниць, зокрема Мінк, Люфу та принцесу Віну. Через обман короля, який переконав Сосера, що Мінк — це червона дракониця в маскуванні, він намагається її вбити. Дік полює на драконів через те, що вважає, що його батьки були вбиті драконом 15 років тому. Він походить із королівської родини — його батьком є Морський Король, а матір’ю — Королева Русалок. Наприкінці історії він дізнається правду про вбивство батьків і готується одружитися з Мінк, але їхні плани перериває Люфа, яка повідомляє про появу нового Володаря демонів.
Віна (яп. ビーナ, Bīna)
Сейю: Сакума Рей
Принцеса напівслизняк, що народилась у короля Шіви та жінки-слизняка Вінус, яка вдавала з себе людину. Віна з дитинства вивчала чорну магію і завдяки цьому змогла набути людської форми, але при сильних пораненнях може втратити цей вигляд. Завдяки своєму слизькому тілу майже неуразлива для звичайних атак і сильна в магії. Віна є суперницею Мінк у боротьбі за Діка Сосера і часто заважає їй. Відіграє важливу роль на початку сюжету, але поступово її роль зменшується.
Дамараму (яп. ダマラム, Damaramu)
Сейю: Оцука Акіо
Дурнуватий, м’язистий воїн, який хвалиться своєю силою, хоч насправді вона мінімальна. Він часто говорить про себе в третій особі, щоб не забути своє ім’я. Король Шіва посилає його полювати на Мінк, але через його низький розум і невдачі ця місія приречена на провал. Під час першої сутички Дамараму випадково встромив лазерний меч у голову, але вижив завдяки маленькому розміру мозку. Пізніше він був перетворений на кіборга.
Король Шіва (яп. シヴァ王, Shiva-Ō)
Сейю: Огата Кенічі
Людина, батько Віни, вдовець і правитель королівства. Відомий своєю блискучою лисиною. Готовий зробити все, щоб догодити своїй доньці. Він також прагне вбити батька Мінк, за те, що той зрадив своїм обов'язкам вбивці драконів, а потім забрати його дружину собі.
Росоріо (яп. ロソリオ, Rosorio)
Сейю: Сіодзава Кането
Придворний чаклун, стратег і права рука короля Шива. Він використовує застарілі та смішні методи, які часто обертаються проти нього (наприклад, дає проносне яблуко Мінк, але замість неї його з’їдає Дік Сосер). Вважає себе могутнім магом, але не має сил і часто вдається до дешевих фокусів, щоб вразити інших.
Роші (яп. ロッシー, Roshī)
Сейю: Аоно Такеші
Віверн, на якому їздить Дамараму. Ця істота брала участь у першій битві Дамараму проти Мінк, але була з’їдена після поразки Дамараму. Пізніше її оживили як кіборга.
Рут (яп. ルース)
Сейю: Аоно Такеші
Батько Мінк, людина. Колись був придворним мисливцем на драконів, відомий як «Червона блискавка Шіва». Це прізвисько отримав через швидкість і яскраво-червоний обладунок, який під час бою виглядав як червона блискавка.Одного разу король Шіва послав Рута вбити імперського червону драконицю, що вторглась до країни, але той закохався в неї з першого погляду та втік, щоб одружився з нею. У їхньому домі давно панують сварки, бо Рут безробітний ледача та й ще ловелас.
Мана (яп. マナ)
Сейю: Іноуе Кікуко
Мати Мінк, імперська червона дракониця, яка може перетворюватися на людину. У людській подобі виглядає як гарна білявка, а єдиною ознакою її драконячої сутності є маленькі плавцеподібні відростки за вухами. Мана створила святий меч «Азатодес-Бастер» для боротьби з Володарем Демонів. Цей меч змушує кожного, хто думає про зло чи розпусту, почуватися погано просто перебуваючи поруч із ним.
Азатодес (яп. アザトデス, Azatodesu)
Головний антагоніст, Володар Демонів. Гігантський трьохокий демон з віддаленого остова, який командує армією чудовиськ і вбиває людей. 2000 років тому він зруйнував багато міст. Хоча Азатодес відіграє важливу роль у манзі, в аніме він згадується лише побіжно і майже не з’являється.

## Манґа
Манґа налічує 65 глав. Вона виходила в періодичному журналі Dragon Magazine з 30 січня 1988 року по 30 квітня 1994 року. Після цього главви були зібрані у 7 томів стандартних танкобон. Також манґа була перевидана у збільшеному форматі вайдбан, що складається з трьох томів і містить додаткові галереї та інтерв’ю з манґакою, Міто Рюсукє. 
Після завершення Dragon Half манґака намалював сиквел під назвою «Dragon Half Z», який розповідає про семирічну доньку Мінк та Діка — Пінк.  

## Аніме
У 1993 році студія Production I.G створила OVA-адаптацію Dragon Half, що складається з двох епізодів:
1. Dragon Half: Подорож Мінк (яп. ラゴンハーフ～ミンク旅立ちi, Doragon Hāfu: Mink Tabidach) — вийшов 26 березня 1993 року.
2. Dragon Half (Фінал): Турнір жорстоких бойових мистецтв (яп. ドラゴンハーフ(後編)～凶殺武闘大会, Doragon Hāfu: Kyōsatsu Butō Taikai) — вийшов 28 травня 1993 року.

OVA охоплює події з перших двох томів манґи. Спочатку планувалося створити чотири серії, але через низький інтерес виробництво обмежилося лише двома. 

### Саундтрек
Завершальна пісня My Omelette написана на мелодію 4-ї частини 7-ї симфонії Бетховена й виконана Міцуїсі Котоно, що озвучує Мінк. До аніме вийшло два музичних компакт-диска:
- Shin meikai Dragon Half (яп. 新・明解ドラゴンハーフ, досл. «Новий та зрозумілий Dragon Half») – 24 лютого 1993[3] року.
- Dragon Half: daininki terebi manga dai kōshin (яп. ドラゴンハーフ 大人気テレビまんが大行進, досл. «Dragon Half: Парад надпопулярних телевізійних манґа-шоу») – збірка пародійних пісень у виконанні сейю, 7 липня 1993[4].

## Ігри

### Настільна гра
Dragon Half RPG (яп. ドラゴンハーフRPG) — це настільна рольова гра,  що була опублікована 25 вересня 1991 році компанією Fujimi Shobo у лінійці книг Fujimi Dragon Book. Систему до неї розробила Кійомацy Міюкі з компанії Group SNE.  Гра відтворює гумористично-фентезійний світ оригінальної манґи. Має унікальні параметри для ігрових персонажів, такі як, наприклад, Рівень Гег-мейкера (яп. ギャグメーカー・レベル) та Навички Провалу (яп. バツ技能). Книги були перевидані у цифровому форматі у 2013 році.
1. Dragon Half RPG (яп. ドラゴンハーフRPG)
2. Dragon Half RPG «Сценарна збірка 1: Лабіринт сміху» (яп. ドラゴンハーフRPGシナリオ集(1) 笑いの迷宮)
3. Dragon Half RPG «Сценарна збірка 2: Пошуки сміху» (яп. ドラゴンハーフRPGシナリオ集(2) 笑いの探索)

Назви збірок та персонажі в них є пародією на збірки сценаріїв до іншої популярної настільної гри від компані-розробника, Sword World RPG — «Лабіринт кам’яного велетня» та «Пошуки єдинорога».

### Відеогра
Dragon Half — двовимірна комп’ютерна рольова гра, випущена компанією Micro Cabin для платформ PC-9801 та PC Engine у 1993 році. Дизайнером виступив автор оригінальної манґи — Міта Рюсуке. Гра вирізняється боєм у реальному часі у форматі карткової системи. Гравець обирає карти під час битви: зіставляючи певні комбінації, можна активувати спеціальні прийоми; також можна здійснити удар на випередження, якщо швидко зіграти карту на початку бою.
Сценарій та зав'язка сюжету загалом базується на манзі, але пригоди дещо відрізняється від оригіналу. Головна героїня, чарівна дівчина-дракониця Мінк, разом із супутниками, вирушає у подорож у пошуках чарівного зілля, що здатне перетворити її на людину. На цьому шляху їй протистоять як відомі вороги, зокрема принцеса Віна та Великий демон Азатодет, так й противники, вигадані спеціально для гри. Також грі з’являється й новий персонаж — снігова дівчина на ім’я Марілл. 
У ключових сюжетних сценах гри застосовано візуальні вставки з анімацією. У версії для PC Engine було додано озвучення тими ж сейю, що брали участь в OVA-екранізації. 